# 格雷冰原島峰
65°6′S 60°5′W / 65.100°S 60.083°W
格雷冰原島峰（英語：Gray Nunatak）是南極洲的冰原島峰，位於葛拉漢地的奧斯卡二世海岸，屬於錫爾冰原島峰的一部分，處於阿爾茨托夫斯基冰原島峰以西3公里，在1902年由瑞典探險隊繪入地圖，現時由南極條約體系管理。